# Cumberlandský průsmyk
Cumberlandský průsmyk (anglicky Cumberland Gap) je průsmyk na východním pobřeží Spojených států amerických na hranici států Virginie, Kentucky a Tennessee. Nachází se v Cumberlandských horách, které jsou součástí Appalačského pohoří. Průsmyk byl historicky významnou branou umožňující osadníkům překonat přirozenou bariéru tvořenou Appalačským pohořím a pokračovat dále na západ, jelikož jde o jediný průsmyk v celých Cumberlandských horách. Průsmyk byl objeven a pojmenován v roce 1750 Thomasem Walkerem. Průsmyk nese jméno po nedaleko pramenící řece Cumberland, která byla pojmenována na počest prince Viléma Hannoverského, vévody z Cumberlandu nejmladšího syna britského krále Jiřího II.
Podle odhadů mělo průsmykem do roku 1810 projít mezi 200 000 a 300 000 osadníků původem z Evropy. V současnosti projede pod průsmykem na 18 000 automobilů denně a 1,2 milionu návštěvníků ročně zavítá do Národního parku Cumberland Gap.
Nejbližšími městy jsou Harrogate v Tennessee a Middlesboro v Kentucky. Městečko Cumberland Gap na východní straně průsmyku je pojmenováno po průsmyku samotném.
V roce 1996 byl dokončen silniční tunel vedoucí pod průsmykem a po přeložení dopravy do tunelu byla v průsmyku obnovena historická stezka.